# Marché de Vidzeme
Le marché de Vidzeme (en letton : Vidzemes tirgus) est un marché couvert de le quartier Centrs à Riga en Lettonie

## Présentation
Le marché de Vidzeme, aussi sous le nom de marché de Matīsa, est l'un des marchés de Riga, créé à l'automne 1902 à l'intersection des rues Brīvības iela et Matīsa iela dans le quartier Centrs.

## Histoire
Le marché le plus ancien de la  banlieue de Vidzeme était le marché Alexandre, situé à l'intersection de la rue Tallinas iela, où se trouve aujourd'hui la nouvelle église évangélique luthérienne Sainte-Gertrude de Riga.
Le 15 octobre 1902, les pavillons en pierre conçus par l'architecte de la ville de Riga Reinholds Šmēlings (lv) pour la vente de viande et d'autres produits, ainsi que le bâtiment administratif au centre de la place du marché, ont été inaugurés sur l'actuel marché de Vidzeme. Le commerce à partir de charrettes était également autorisé. L'endroit était réputé pour ses produits laitiers, notamment le beurre.
En 1924, il fut rebaptisé marché de Vidzeme et en 1929, un pavillon séparé pour la vente de hareng fut construit. En 1938, un bâtiment fut construit à l'angle des rues Brīvības iela et Matīsa iela, dont le sous-sol était utilisé par le marché pour les chambres à glace et le premier étage pour divers services du marché. 31 stands chauffés pour les fruits et les fleurs ont été installés du côté de la cour, ainsi que des toilettes publiques à l'entrée de la rue Brīvības iela, et l'ancien bâtiment administratif au centre de la place a été démoli.
Pendant la RSS de Lettonie, il a été rebaptisé marché des fermes collectives de Vidzeme.
En 1986, 57 places de commerce ont été louées à 21 fermes collectives.
Après le rétablissement de l'indépendance de la Lettonie en novembre 2007 et du droit de propriété foncière, le territoire du marché a été divisé entre différents propriétaires et le marché a progressivement commencé à perdre de sa popularité.
Les nouvelles autorités ont loué le marché à la société privée Delta SBMB en 2001, à la condition que le locataire investisse 5 millions de lats dans le développement, ce qui n'a pas été fait. Par conséquent, la légalité de cette transaction a été contestée devant les tribunaux pendant plusieurs années par le marché central municipal de Riga, obtenant une décision en sa faveur en 2008. Cependant, au cours du litige, les termes de l'échange se sont détériorés, personne n'a surveillé le fonctionnement des bâtiments et ceux-ci ont commencé à se dégrader.
Le 25 novembre 2007, un incendie se déclare dans le pavillon des viandes, détruisant l'intérieur du bâtiment et endommageant la structure du bâtiment.
Des tentatives pour faire revivre ce site ont été faites par des étudiants de l'Académie des Arts de Lettonie, qui ont organisé des événements sur le marché[r2], 
En 2009, des Journées de l'Art avec des expositions et des performances ont eu lieu sur le marché.
Toutefois, cela ne remplace pas un travail systématique.
En 2017, l'utilisation du pavillon de viande a été interdite, en 2018, la restauration des bases corrodées des colonnes en acier et la réparation des dommages causés aux murs extérieurs en maçonnerie de briques ont eu lieu. En 2018, le marché de Vidzeme a été ajouté à la société de capital SIA « Rīgas Centrāltirgus » de la municipalité de Riga. À l'automne 2021, le marché a été choisi pour accueillir le nouveau festival de théâtre « Homo Novus ».
En 2022, après plusieurs années de recherche d'un locataire pour le marché, le conseil municipal de Riga (lv) a décidé que les pavillons seraient gérés par une entreprise privée et la place par la municipalité.

## Galerie

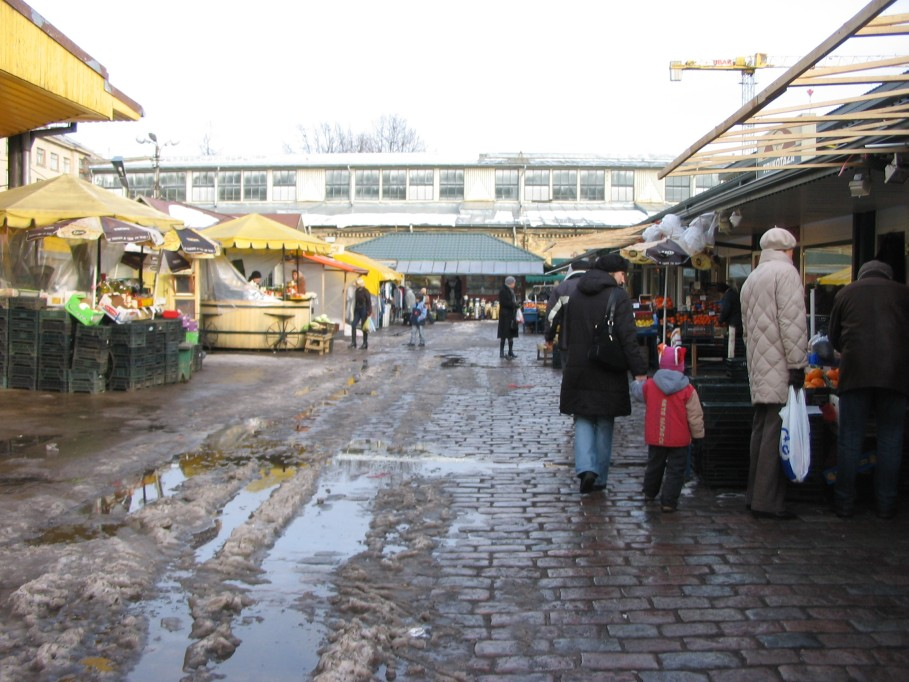
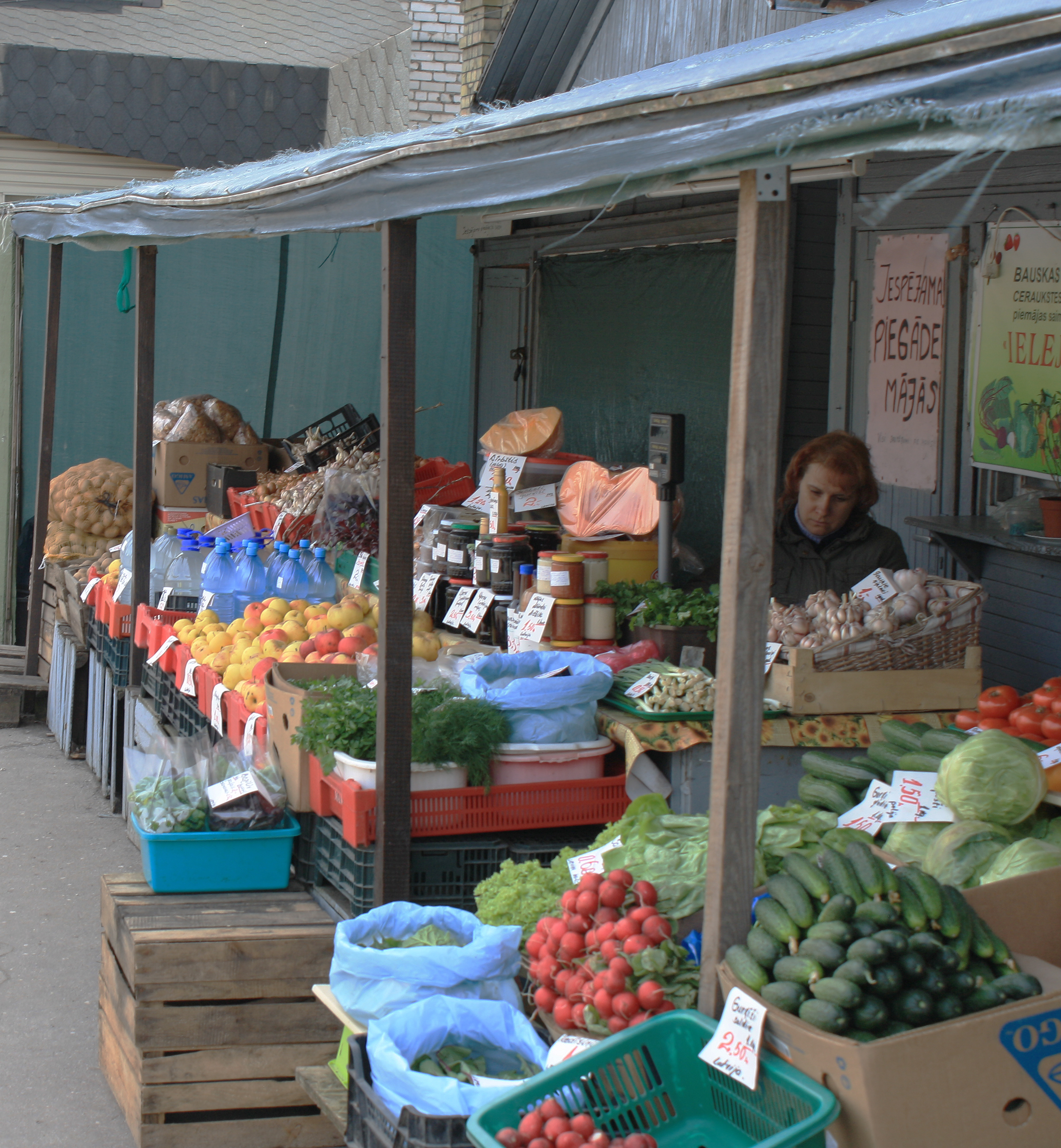
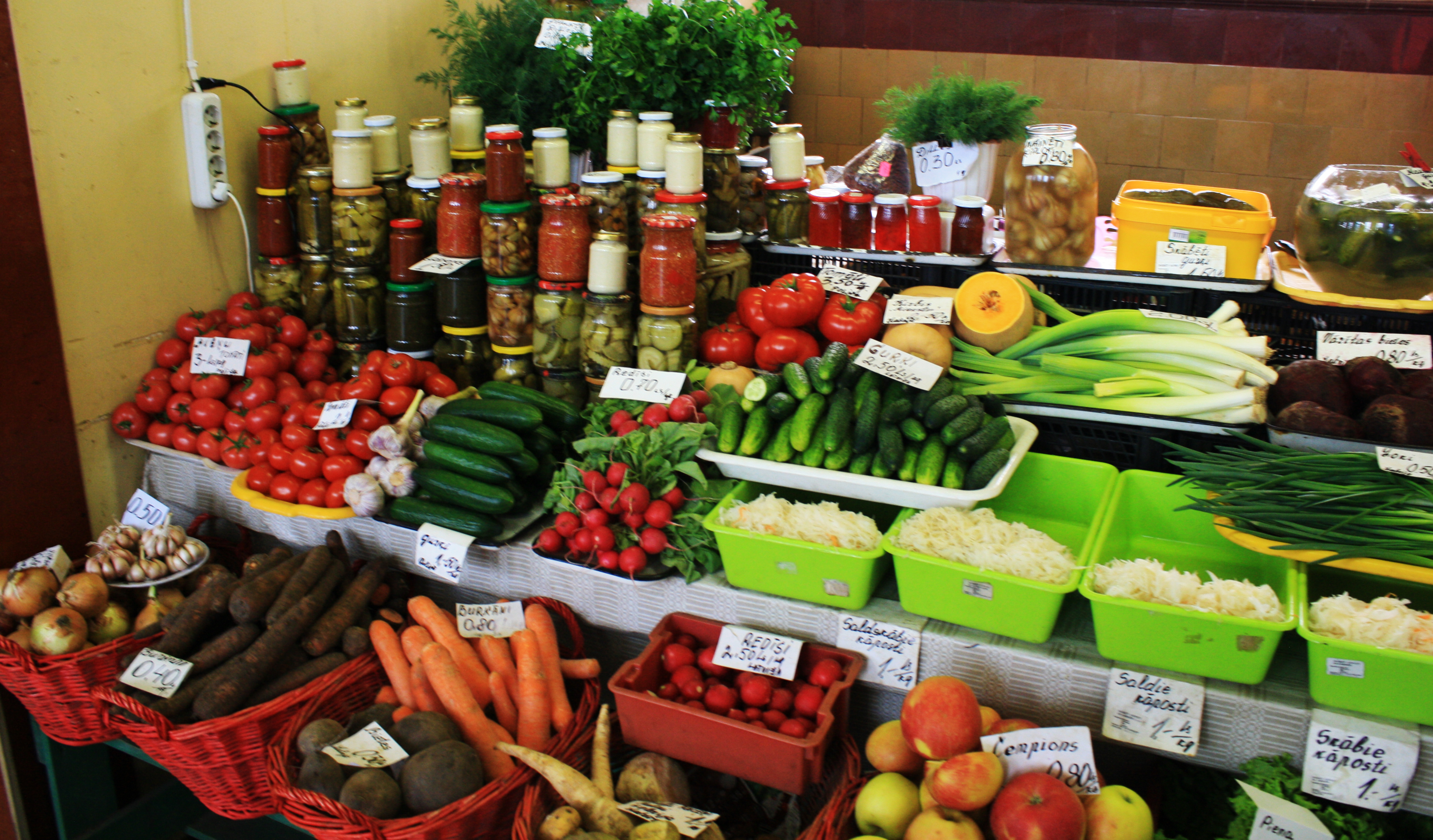
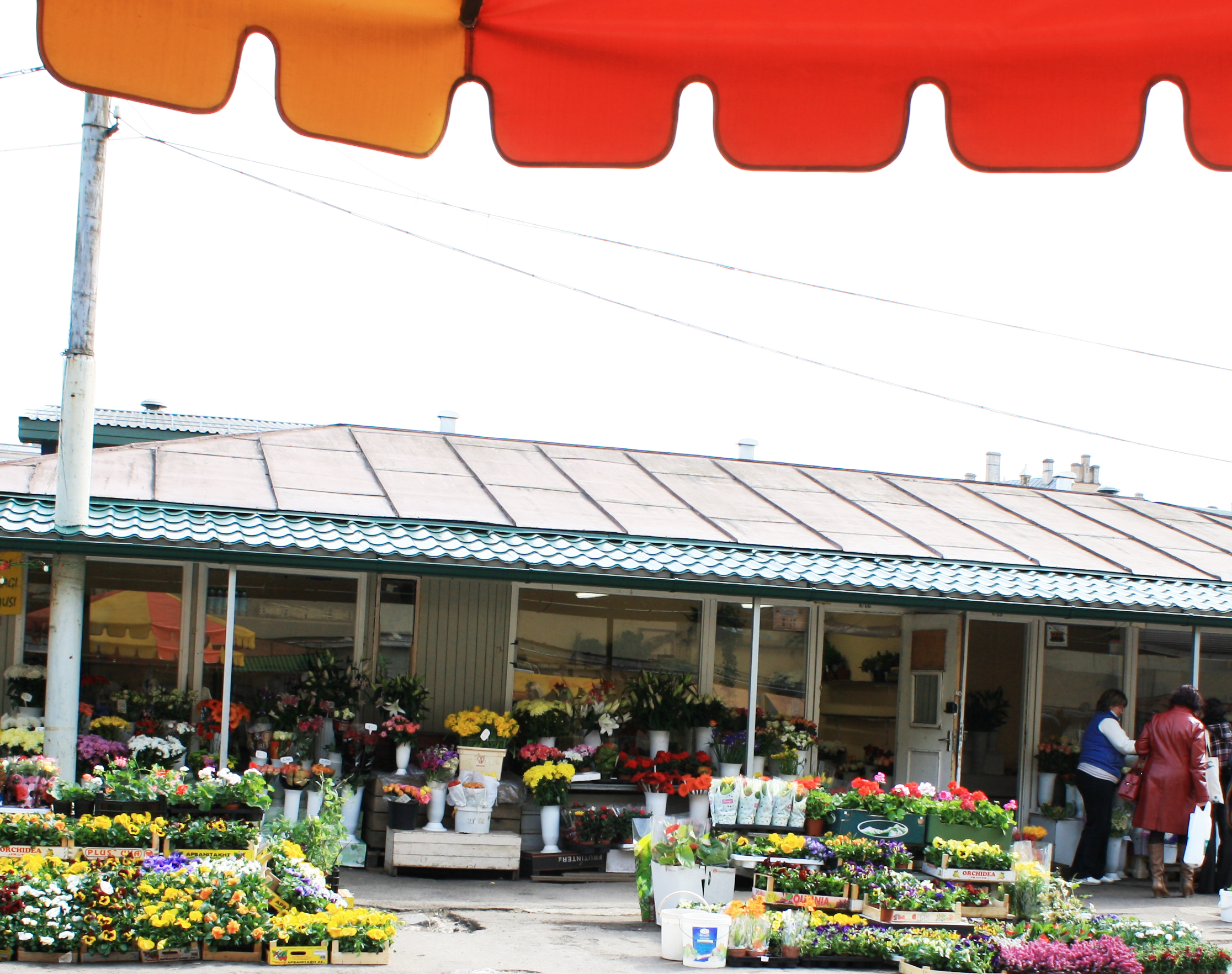
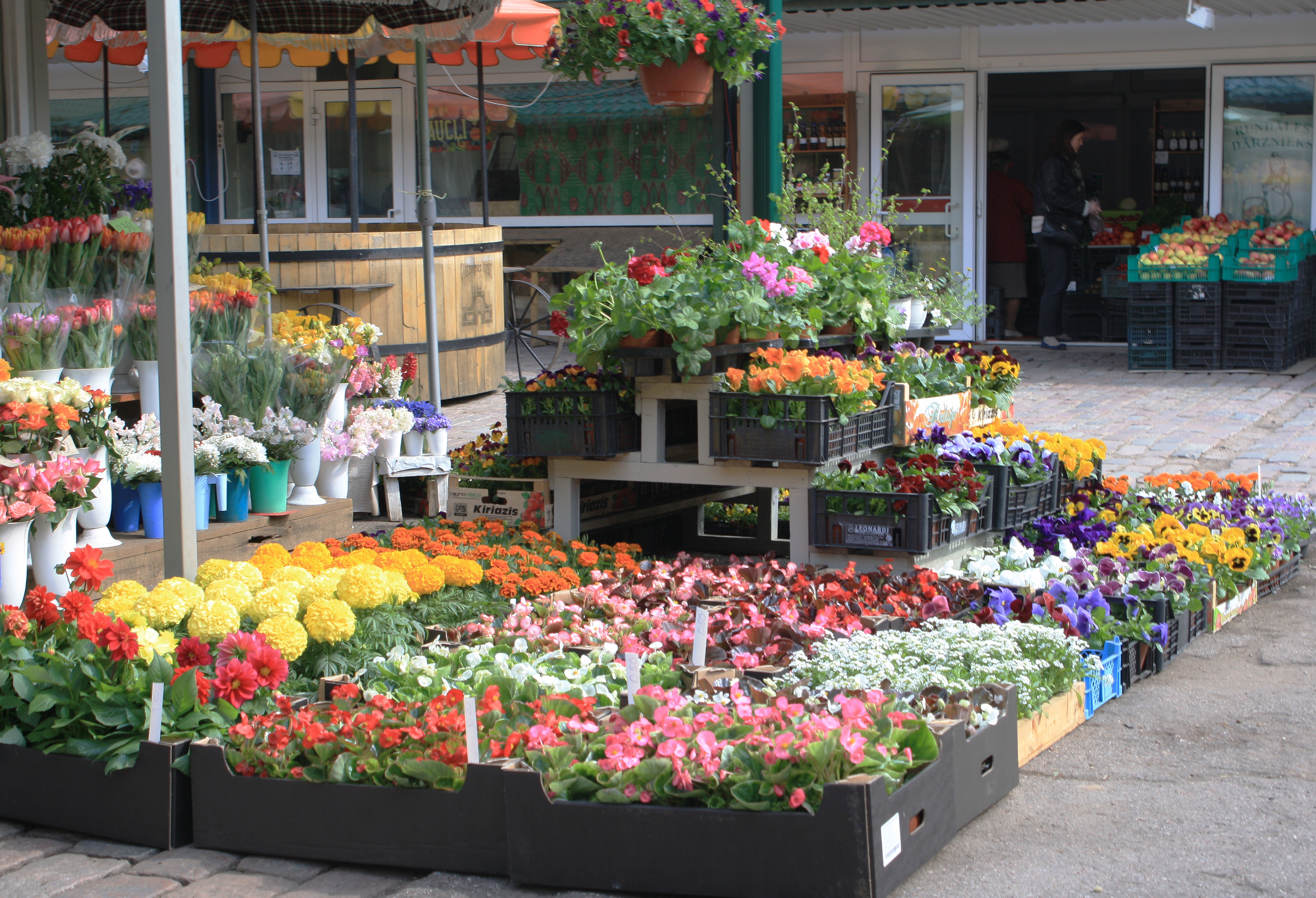
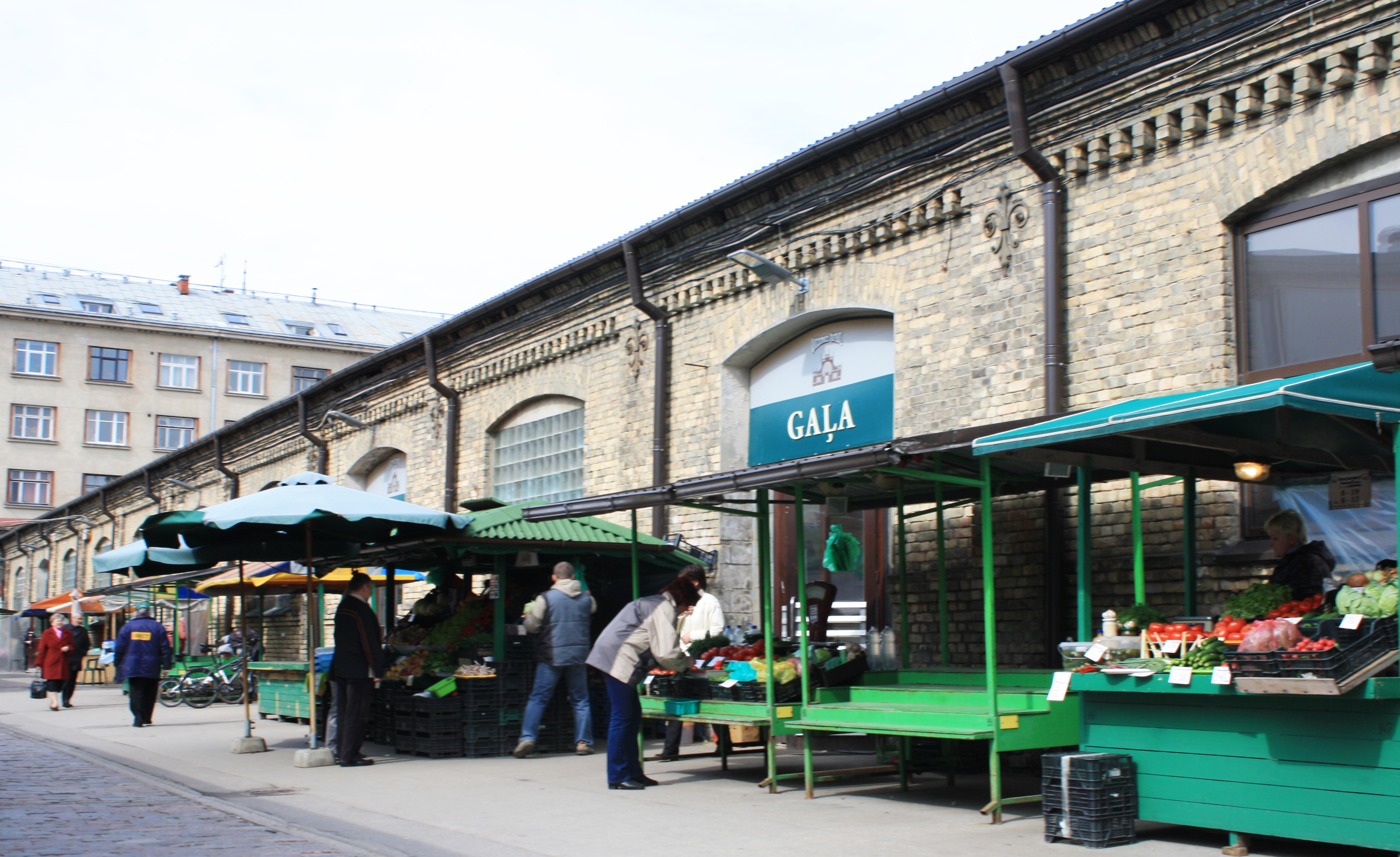
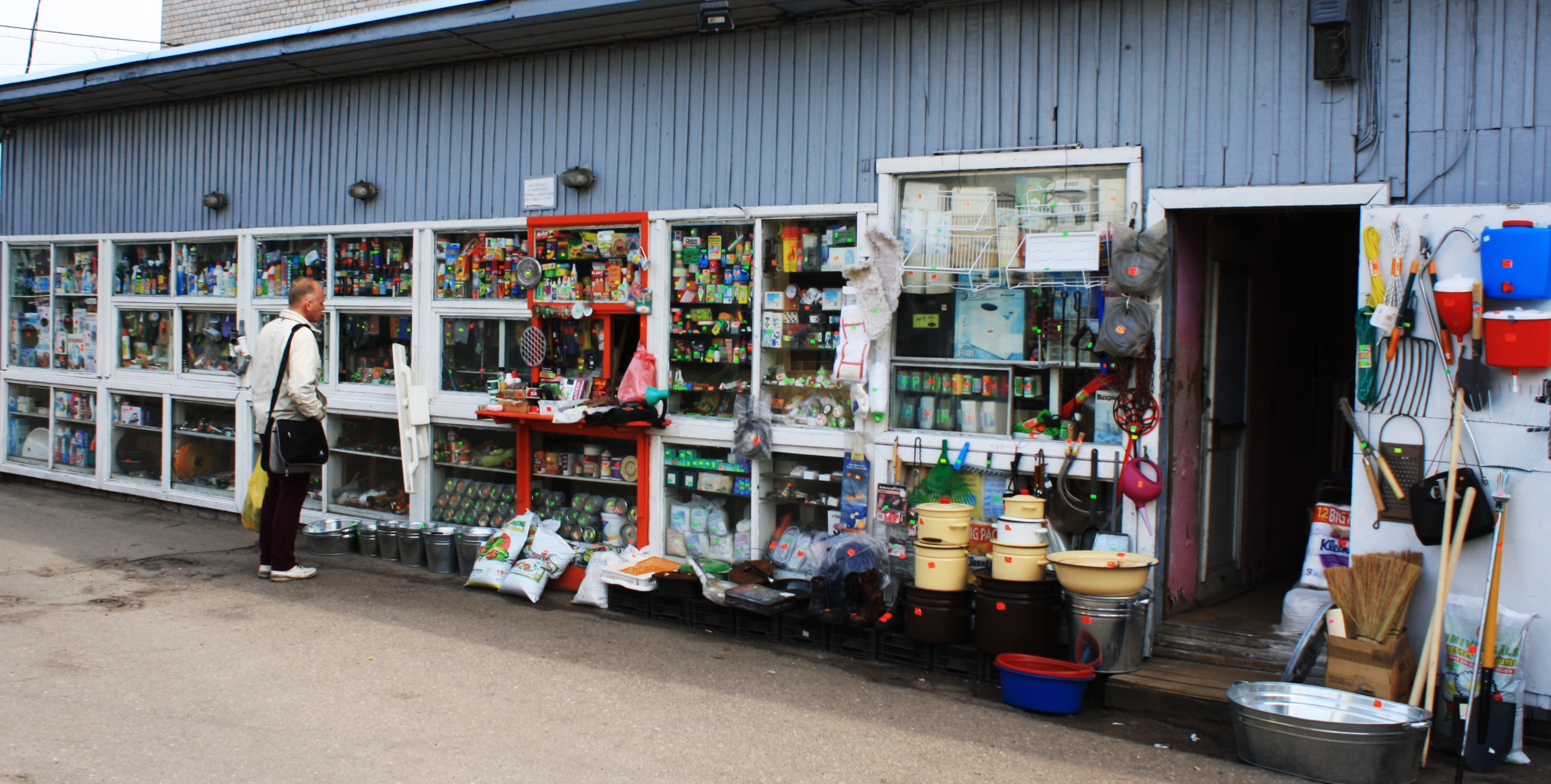